# Leuchttürme Rheinsberg
Es gibt zwei Leuchttürme Rheinsberg, einen neuen am See und den historischen Wartturm („Leuchtturm“) im südlichen Schlosspark. Beide Türme sind keine eingetragenen Schifffahrtszeichen, nach der Bauart jedoch Leuchttürmen nachempfunden und allgemein auch so genannt.
Der Leuchtturm Hafendorf befindet sich auf einem 134.000 m² großen Areal direkt am Rheinsberger See im Norden der brandenburgischen Stadt Rheinsberg im Landkreis Ostprignitz-Ruppin. Er liegt im Hafendorf Rheinsberg oder auch Marinapark, einem Urlaubsgebiet im  Neustrelitzer Kleinseenland der Mecklenburgischen Seenplatte.

## Geschichte
Über 10 Jahre hat es gedauert, bis ein entscheidungsreifes Konzept für das ehemalige FDGB Erholungsheim "Ernst Thälmann" ausgearbeitet wurde. 2001 entstand als Prototyp ein Musterhaus direkt am Rheinsberger See und es vergingen noch fast 2 Jahre, bis mit dem Bau der Anlage begonnen werden konnte.
Mit der Neugestaltung des Marinapark Rheinsdorf entstand dort ein künstlicher Hafen sowie eine Brücke mit einem 22 Meter hohen Leuchtturm, der auch als Aussichtsturm dient und schnell zum Wahrzeichen der ganzen Region wurde.

## Leuchtturm Hafendorf
Der rotweiß gestreifte Leuchtturm im Hafendorf Rheinsberg hat keine wirkliche nautische Funktion. Der Turm ist ein Erkennungsmerkmal eines Bootshafens und der Ferienhausanlage. Man kann ihn von weitem bei der Anfahrt auf dem Großen Rheinsberger See sehr gut erkennen. Direkt an der Hafeneinfahrt gibt es zwei offizielle Leuchtfeuer, die jedoch nur für den Bootsverkehr nützlich sind.
Der Leuchtturm ist mit zwei Brücken mit den Inseln des Hafendorfes verbunden. Im Inneren des Turms führt eine Treppe auf die Aussichtsplattform, von wo aus man einen Ausblick auf das Hafendorf und den Rheinsberger See hat. Nachts wird der Leuchtturm komplett angestrahlt.

## Wartturm
Der Wartturm  wird meist „Leuchtturm“ genannt. Er wurde um 1790 anstelle eines Obelisken in der südlichen Sichtachse des Schlosses auf den Ausläufern der Hellberge errichtet. Der Grundriss des Turmes ist oktogonal, aus massivem Mauerwerk mit Kegeldach. Er ist ein denkmalgeschütztes Bauwerk.